# Кузьминов, Иван Герасимович
Иван Герасимович Кузьминов (1915—1945) — лейтенант Рабоче-крестьянской Красной Армии, участник Великой Отечественной войны, Герой Советского Союза (1945).

## Биография
Иван Кузьминов родился 1 июля 1915 года в деревне Старково (ныне — Раменский район Московской области). Окончил пять классов школы. Работал в колхозе, затем в администрации сельского совета. В 1936―1938 годах проходил срочную службу в РККА. После демобилизации жил и работал в Загорске. В 1941 году Кузьминов был призван на службу в Рабоче-крестьянскую Красную Армию. В 1942 году Кузьминов окончил военно-политическое училище. С июня того же года — на фронтах Великой Отечественной войны.
К январю 1945 года лейтенант Иван Кузьминов командовал взводом, 3-го танкового батальона,  220-й танковой бригады (5-й ударной армии, 1-го Белорусского фронта). Отличился во время освобождения Польши. 14 января 1945 года взвод Кузьминова переправился через Пилицу к юго-западу от города Варка и обеспечил переправу через неё основных сил. В бою за город Скерневице Кузьминов нанёс противнику большие потери в боевой технике и живой силе.
Указом Президиума Верховного совета СССР от 27 февраля 1945 года лейтенант Иван Кузьминов был удостоен высокого звания Героя Советского Союза с вручением ордена Ленина и медали «Золотая Звезда».
16 апреля 1945 года Кузьминов погиб в бою. Похоронен в Дембно.

## Награды
Был также награждён орденами Отечественной войны 1-й степени и Красной Звезды.

## Память
В честь Кузьминова названа улица и установлен памятник в Старково.